# Kalciumvätekarbonat
Kalciumvätekarbonat (Ca(HCO3)2), även kallad kalciumbikarbonat, är inte en igenkänd fast förening, utan existerar bara i vattenlösningar som innehåller bara jonerna kalcium (Ca2+), upplöst koldioxid (CO2), bikarbonat (HCO3–), och karbonat (CO32–). Den relativa koncentrationen av dessa kolhaltiga sorter beror på pH. Bikarbonat dominerar inom intervallet 6,36-10,25 i sötvatten. 
Allt vatten i kontakt med atmosfären absorberar koldioxid, och då de vattnen kommer i kontakt med berg och sediment upptar de metalljoner, oftast kalcium och magnesium, så de flesta naturliga vatten som kommer från strömmar, sjöar och speciellt brunnar, kan anses vara utspädda med dessa bikarbonater. Dessa hårda vatten tenderar forma karbonatbitar i rör och värmepannor och de reagerar med tvål för att skapa ett oönskat skum.
Försök att skapa föreningar såsom kalciumvätekarbonat genom att avdunsta dess lösning tills det är torrt bildar alltid fast karbonat istället: Ca(HCO3)2(aq) → CO2(g)  +  H2O(l)  +  CaCO3(s). Väldigt få fasta bikarbonater andra än de från alkalimetaller och ammoniumjoner vet man finns.
Den ovanstående reaktionen är väldigt viktig vid bildandet av stalaktiter, stalagmiter och andra droppstenar i grottor, och i bildandet av själva grottan likaså. Då vatten som innehåller koldioxid passerar genom kalksten eller andra kalciumkarbonatinnehållande mineraler, löser det upp delar av kalciumkarbonatet och det blir då rikare på bikarbonat. När grundvattnet entrar grottan släpps överskottskoldioxiden från bikarbonatslösningen ut, vilket orsakar mycket mindre löslig kalciumkarbonat att göra av med.